# 1970-es US Open (tenisz)
Az 1970-es US Open az év negyedik Grand Slam-tornája, a US Open 90. kiadása volt, amelyet szeptember 2–13. között rendeztek meg Forest Hills füves pályáján. A férfiaknál Ken Rosewall, a nőknél Margaret Court győzött.

## Döntők

### Férfi egyes
Ken Rosewall -   Tony Roche, 2-6 6-4 7-6 6-3

### Női egyes
Margaret Court -  Rosemary Casals, 6-2 2-6 6-1

### Férfi páros
Pierre Barthes /  Nikola Pilić -  Roy Emerson /  Rod Laver, 6-3 7-6 4-6 7-6

### Női páros
Margaret Court /  Judy Tegart -  Rosemary Casals /  Virginia Wade, 6-3 6-4

### Vegyes páros
Marty Riessen /  Margaret Court -  Frew McMillan /  Judy Tegart, 6-4 6-4